# Парк «Підгір'я»
Парк «Підгір'я» — ландшафтний парк готельно-курортного комплексу «Карпати». На сьогодні — це місце відпочинку.

## Загальні відомості
Парк розташований у південній частині міста Трускавця. Формування парку почалося 1989 року. До оформлення відносно невеликій території біля санаторію підійшли творчо та з душею. Складний рельєф території зі старими деревами і природним струмочком у долині зумовили композиційні акценти майбутнього парку. Було завезено багато каменю та зелених насаджень. Тут всього на декількох гектарах росте більше екзотичних дерев, ніж у відомих українських парках, зокрема Стрийському парку у Львові. Але перевага тут має флора характерна для карпатського регіону, що створює колорит парку-карпаторія.
Старовинне карпатське житло — «Гражда», біля якої насадили ялин, як в справжніх Карпатах, скульптурні композиції з бронзи і дерева, наближають рішення парку до карпатським краєвидам. У «Гражді» розмістилася кав'ярня, інтер'єри якого оформлені різьбленим деревом, гуцульською керамікою, строкатими килимами та ліжниками. На терасах, що опускаються до каскаду декоративних озер, розміщені дерев'яні альтанки, столи та лавки. Танцювальний майданчик нависає над озером. Вода верхнього озера переливається у нижнє та приводить в рух водяне колесо млина.

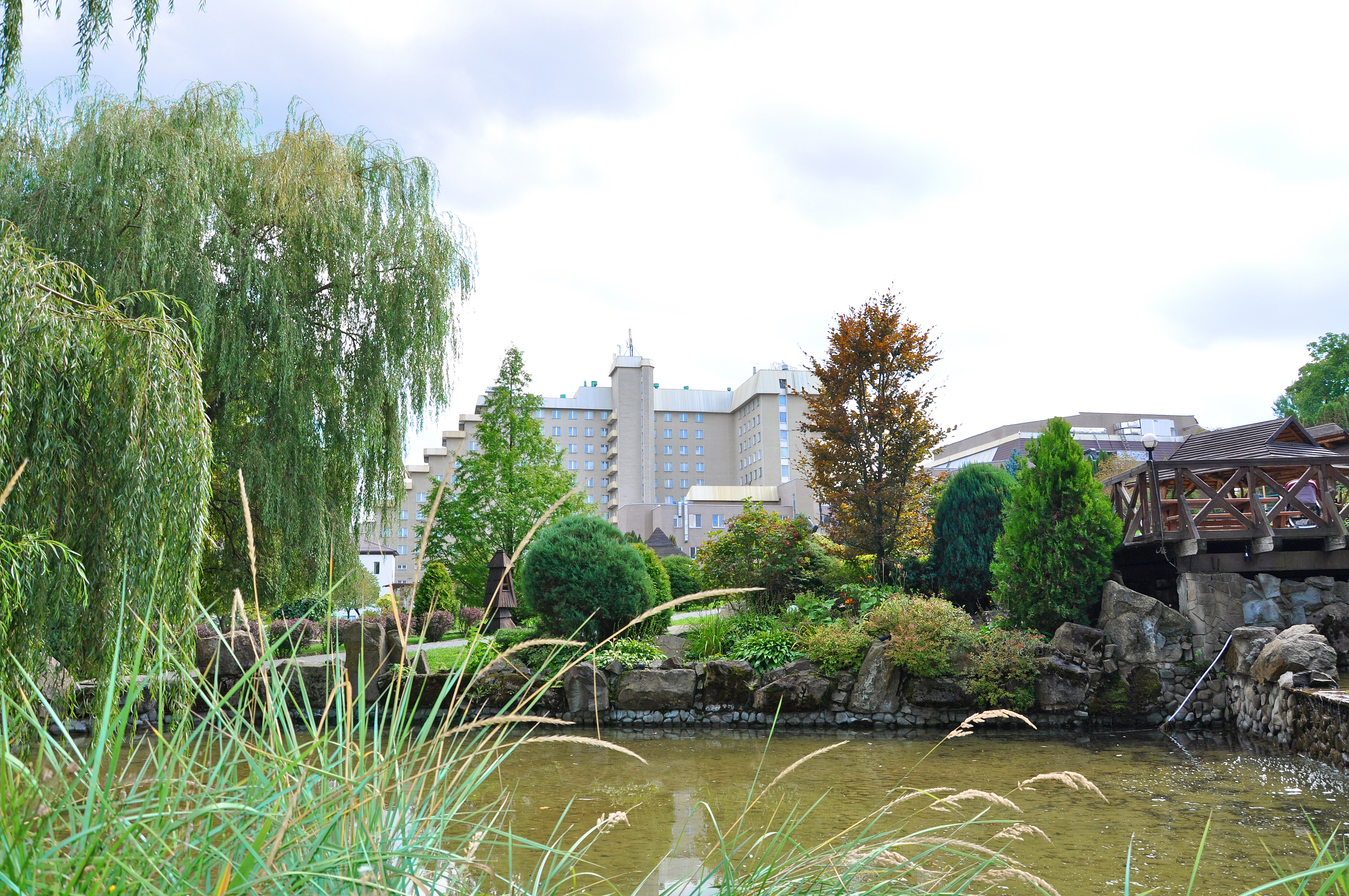
Вид на фасад санаторію Карпати з крайньої точки ландшафтного парку «Підгір'я»

Парк нагороджений Великою золотою медаллю гран-прі лауреата Національної премії в галузі ландшафтної архітектури і дизайну «Україна квітуча 2008» за використання етнічних мотивів у ландшафтному дизайні.

## Об'єкти парку
Надають парку особливого вигляду скульптурні композиції, виконані у бронзі та дереві. Відкриває парк скульптурна композиція «Трембітарі», а далі територія оздоблена творами на теми міфології Карпат. Унікальною є багатофігурна скульптурна композиція «Вертеп». Південну частину прикрашає Стежка «Зів'яле листя» за мотивами однойменної ліричної драми Івана Франка. Стежку відкрито 24 серпня 2006 року до 150-ліття від дня народження Каменяра.
Навколишня територія оздоблена парковими скульптурними композиціями відомого львівського скульптора Романа Петрука. Це «Біжучий Перун» — язичницький бог блискавки, грому та дощу, «Мавка і Чугайстер». Композиція «Сонячний годинник» — символ безповоротності часу, пересторога людській цивілізації, заклик до самозбереження людства. Подібні й інші композиції, що відтворюють певні міфологічні сюжети фольклорної традиції карпатського краю, давніх вірувань людей, що населяли територію Гуцульщини та Бойківщини.
Парк виконує і функції зоопарку. Тут розміщені вольєри з дикими тваринами (далекосхідний леопард, рисі, благородні олені, фазани, пави тощо).
В озелененні надали допомогу спеціалісти Уманського дендропарку «Софіївка».